# Vilhelm Fibiger
Pour les articles homonymes, voir Fibiger.
Christian Vilhelm Christoffer Fibiger, né le 11 février 1886 à Årup (Danemark) et mort le 27 mars 1978 à Frederiksberg (Danemark), est un homme politique danois membre du Parti populaire conservateur (KF), ancien ministre et ancien député au Parlement (le Folketing).